# Glauco Onorato
Glauco Onorato (* 7. Dezember 1936 in Turin; † 31. Dezember 2009 in Rom) war ein italienischer Schauspieler und Synchronsprecher.

## Leben
Der Sohn des Schauspielers Giovanni Onorato begann im komödiantischen Fach und arbeitete oft mit Eduardo De Filippo zusammen. In seinen über 70 Film- und Fernsehrollen, deren letzte er 2008 spielte, wurde er aber auch als Mexikaner, Kleinkrimineller oder Freund des Filmhelden besetzt. Besondere Aufmerksamkeit erhielt seine Arbeit als Synchronsprecher für zum Beispiel Bud Spencer, Charles Bronson und Arnold Schwarzenegger.

## Filmografie (Auswahl)
- 1962: Herr der Wüste (Lo sceicco rosso)
- 1963: Die Arche Noah (Giacobbe, l'uomo che lottò con Dio)
- 1963: Die drei Gesichter der Furcht (I tre volti della paura)
- 1964: I grandi camaleonto (Fernseh-Miniserie)
- 1964: I miserabili (Fernseh-Miniserie)
- 1965: Die Rache des Ivanhoe (La rivincita di Ivanhoe)
- 1966: Ergötzliche Nächte (Le piacevoli notti)
- 1966: I promessi sposi (Fernseh-Miniserie)
- 1967: Caravaggio (Fernseh-Zweiteiler)
- 1967: Desperado – Der geheimnisvolle Rächer (Il magnifico texano)
- 1967: John il bastardo
- 1968: La freccia nera (Fernseh-Mehrteiler)
- 1969: Hügel der blutigen Stiefel (La collina degli stivali)
- 1970: Sonnenblumen (I girasoli)
- 1971: Ein Fressen für Django (W Django!)
- 1972: Die merkwürdige Lebensgeschichte des Friedrich Freiherrn von der Trenck
- 1972: Petrosino (Fernseh-Mehrteiler)
- 1973: Haie kennen kein Erbarmen (Troppo rischio per un uomo solo)
- 1974: Wer stirbt schon gerne unter Palmen?
- 1974: Zentrale Zollfahndung (Nucleo Centrale Investigativo) (Fernseh-Sechsteiler)
- 1975: Vier Fäuste und ein heißer Ofen (Carambola, filotto… tutti in buca)
- 1976: Racket (Il grande racket)
- 1977: Highway Racer (Poliziotto sprint)
- 1977: Hilfe, sie liebt mich (L'altra metà del cielo)
- 1980: Noch ein Käfig voller Narren (La cage aux folles II)
- 1981: Blut und Parolen (Parole e sangue) (Fernsehfilm)
- 1992: Allein gegen die Mafia 6 (La piovra 6 - L'ultimo segreto) (Fernseh-Miniserie)